# 布鲁诺·绍尔
布鲁诺·爱德华多维奇·绍尔（俄语：Бруно Эдуардович Саул；1932年1月8日—2022年3月3日），爱沙尼亚人，苏联政治人物。曾任爱沙尼亚苏维埃社会主义共和国通信部副部长、部长；部长会议副主席、主席等职务。

## 生平
- 1932年1月8日出生于纳尔瓦的一个工人家庭。
- 1947年-1951年，塔林机电学校学习。
- 1951年-1956年，列宁格勒电气工程学院学习，获无线电工程师资格。
- 1956年-1960年，塔尔图、哈尔朱爱沙尼亚苏维埃社会主义共和国通信部机构（莱特广播电台）工程师。1960年加入苏联共产党。
- 1960年-1966年，爱沙尼亚苏维埃社会主义共和国通信部司长、爱沙尼亚苏维埃社会主义共和国共和国无线电中心负责人、通信部总工程师。
- 1966年-1969年，爱沙尼亚苏维埃社会主义共和国通信部副部长。
- 1969年-1975年，爱沙尼亚苏维埃社会主义共和国通信部长。1973年毕业于苏共中央高级党校。
- 1975年-1983年4月，爱沙尼亚苏维埃社会主义共和国部长会议副主席。
- 1983年4月-1984年1月，爱共中央工业委员会书记。
- 1984年1月-1988年11月，爱沙尼亚苏维埃社会主义共和国部长会议主席。
- 1988年11月-1990年，苏联驻东德贸易代表。
- 1990年起退休，享受个人养老金待遇。
- 1991年-1992年，塔尔图商业银行副总裁。
- 1992年起从事商业活动。
- 1998年-2002年，塔林欧洲学院教授。
- 2003年起，欧洲学院荣誉教授。
- 2022年3月3日于塔林逝世，享年90岁。

绍尔是苏共27大代表；第27届中央候补委员；第11届苏联最高苏维埃民族院代表，第9-11届爱沙尼亚苏维埃社会主义共和国最高苏维埃代表。

## 荣誉
- 塔林帆船中心设计获得1981年苏联国家奖
- 三次劳动红旗勋章
- 荣誉勋章